# ライセンス (お笑いコンビ)
ライセンス（LICENSE）は、吉本興業所属のお笑いコンビ。1996年4月結成。M-1グランプリ2006ファイナリスト。

## メンバー
藤原 一裕（ふじわら かずひろ、1977年9月20日 - ）（47歳）
ボケ（大阪時代はツッコミ）・ネタ作り担当、立ち位置は向かって左。

井本 貴史（いのもと たかふみ、1978年1月27日 - ）（47歳）
ツッコミ（大阪時代はボケ）担当、立ち位置は向かって右。

## 略歴
藤原、井本ともに奈良県立上牧高等学校（現：奈良県立西和清陵高等学校）に入学し、高校2年生時に同級生として知り合う。1996年4月にコンビを結成。コンビ以前には藤原、井本、原田によるトリオの時期もあったが、原田が抜けることでコンビとなった。オーディションを経由して吉本興業に所属。コンビ名の由来は、目を瞑って英和辞典を開き、そのページに載っていた単語の中で最もコンビ名らしかった「ライセンス」を選択したことによる。
1997年3月に初舞台を踏み、1999年3月には第29回NHK上方漫才コンテストで優秀賞に選ばれる。同年4月から吉本興業所属の4組によるユニット「news」に加入。2001年2月にbaseよしもとを卒業し、東京に拠点を移す。同時期にボケとツッコミを入れ替える。この頃、「news」のメンバーとして出演していた『吉本ばかな』（日本テレビ）の企画「『ダウンタウンのガキの使いやあらへんで!!』レギュラー争奪戦」で勝ち残り、『ダウンタウンのガキの使いやあらへんで!!』（日本テレビ）の前説を始める。
2006年12月24日、『M-1グランプリ2006』の敗者復活戦に勝利し、コンビ結成10年（ラストイヤー）にしての決勝戦に初進出。決勝戦では「『ドラえもん』のパロディ」として、2人が様々なタイプのドラえもんの登場人物になりきるネタを披露。最終結果は6位。
2007年2月18日、コンビ名を「ザ・ちゃらんぽらん」に改名し、同年9月27日にコンビ名を元の「ライセンス」へ再改名。
2008年7月19日から、福岡、札幌、名古屋、大阪、東京を周る初の全国Zeppツアー「LICENSE vol. ZEPP ENJOY!!」を開催。東京公演では満員となる1,200人を動員し、公演合計6,000人を動員した。
2010年2月4日、ヨシモト∞ホールにてモスバーガーのメニューのプレゼン企画『MOS-1 CUP2009』で「モスライスバーガー鶏つくね」をプレゼンし、優勝。
2011年5月14日、藤原が『ヤンヤンJUMP』のコーナー「ストリートハンド5on5」の収録中、ジャンプシュートで着地に失敗して左膝を痛める。救急病院で打撲と診断されるも、後日別の病院で精密検査を受けたところ左前十字靭帯断裂で全治6か月と診断される。また当日はレギュラー番組『ヒルナンデス!』（日本テレビ）があり、藤原は松葉杖をつきながら出演した。2011年6月23日には左前十字靱帯再建手術の日とトークライブが同日になったため、払い戻し措置が取られた。
2012年6月、『THE MANZAI 2012』にエントリーし、認定漫才師に選ばれる。同年8月5日から、「LICENSE vol. ZEPP ENJOY!! 〜FINAL〜」と銘打って福岡、札幌、名古屋、なんば、東京を周る全国Zeppツアーを2年ぶりに開催。また、「Zepp 仙台」が閉館してしまったことを嘆いた2人の希望により、「LICENSE vol.Sendai ENJOY!!」を東京エレクトロンホール宮城にて開催した。

### ザ・ちゃらんぽらん
2007年2月7日放送『世界バリバリ★バリュー』（毎日放送）にて、島田紳助の提案した罰ゲームがきっかけとなり2007年2月13日を以て正式に改名した。
吉本興業には他にもちゃらんぽらんというベテランコンビがいたため、そちらとの混同を避けるため定冠詞「ザ」をつけたが、元祖「ちゃらんぽらん」も結成当初に「ザ・ちゃらんぽらん」として活動していた時期があった。これに関して元祖ちゃらんぽらんは「ええで、4人で頑張ろ」と『世界バリバリ★バリュー』内でコメントしていた。
2007年2月17日の月1単独イベント『LICENSE vol.ENJOY』が改名前最後の活動となり、翌18日放送の『アッコにおまかせ!』（TBSテレビ）出演が「ザ・ちゃらんぽらん」として最初の仕事となった。
同年9月27日にコンビ名を「ライセンス」に再改名することを発表。その理由として仕事先で元祖ちゃらんぽらんと混同され間違われるのが多かったこと、井本が「ザ・ちゃらんぽらん」というコンビ名を好きになれなかったこと、「コンビ名を元に戻して欲しい」とファンの要望があったことなどが挙げられている。「ザ・ちゃらんぽらん」に改名後は井本が虫垂炎と腹膜炎の併発により入院、藤原が交通事故に遭うなど不幸が続いたという。

## 出囃子
- ゴダイゴ「Monkey Magic」

## 賞レース成績・受賞歴など

### M-1グランプリ
| 年     | 結果       | エントリーNo. | 備考                     |
| ------ | ---------- | ------------- | ------------------------ |
| 2001年 | 3回戦敗退  | 1308          |                          |
| 2002年 | 準決勝敗退 | 308           |                          |
| 2003年 | 準決勝敗退 |               |                          |
| 2004年 | 準決勝敗退 |               |                          |
| 2005年 | 準決勝敗退 |               |                          |
| 2006年 | 決勝6位    | 3917          | ラストイヤー、敗者復活組 |

### その他
- 1999年 NHK上方漫才コンテスト 優秀賞[1][2]
- 2012年 日清食品 THE MANZAI 2012 本選サーキット敗退

## 出演番組

### テレビバラエティ

#### レギュラー番組
現在の出演番組
- ダウンタウンのガキの使いやあらへんで!（日本テレビ）準レギュラー
- おあそびマスターズ（ディスカバリーチャンネル、2013年 - ）※月1回更新
- がむしゃら（BS松竹東急、2022年7月3日 - ）MC
- シルクのSparkling Jewelry Collection（BSよしもと、2022年7月 - ）不定期放送

過去の出演番組
- 吉本ばかな（日本テレビ、1999年 - 2001年）
- 爆笑オンエアバトル (NHK総合、2000年 - 2001年) 戦績1勝1敗 最高449KB
- 東京上陸バラエティー ゴズィラ（MBSテレビ、2001年）
- コント1000本ノック（フジテレビ、2001年 - 2002年）
- HAMADA COMPANY 弾丸!ヒーローズ（テレビ朝日、2001年 - 2002年）
- ライセンス&森三中の恋はナポリタン（ヨシモトファンダンゴTV、2003年 - 2005年）
- AX MUSIC-TV 02 フジイロック（日本テレビ、 - 2004年）
- シブスタ S.B.S.T月曜（テレビ東京、2004年 - 2005年）
- クリック!（日本テレビ、2005年）
- ぷっちNUKI（テレビ東京、2005年 - 2006年）
- ぷっちぬき（テレビ東京、2006年 - 2007年）
- スチーム係長　緊急特別企画スチーム係長VSライセンス vol.1・2（テレビ東京、テレビ大阪）、2005年）
- 爆笑問題のバク天!（TBSテレビ、 - 2006年）
- 世界バリバリ★バリュー（毎日放送）- 不定期出演
- ヨシモト∞金曜2部（ヨシモトファンダンゴTV、2007年4月 - 2008年3月）（Y∞Y動画、2008年4月 - 2008年9月）（よしもと劇場、2008年9月 - 2008年12月）
- 笑たいむ（NHK-BS2）準レギュラー
- 飛び出せ!科学くん（TBSテレビ、2009年4月6日 - 2011年9月24日）メインMC(田中直樹（ココリコ）・中川翔子)を除いて唯一の深夜帯からのレギュラーだった。
- ジャパーン47ch（MBSテレビ、2011年4月27日 - 9月21日）レギュラー
- ジャパーン47chスーパー!（MBSテレビ、2011年10月 - 2011年12月）準レギュラー
- 発見!仰天!!プレミアもん!!!土曜はダメよ!（読売テレビ、2011年4月 - 2014年4月）レギュラー
- ヒルナンデス!（日本テレビ、2011年4月 - 2016年3月）火曜→金曜→金曜隔週レギュラー 
- ワケあり!レッドゾーン（読売テレビ、2013年10月 - 2020年12月）MC
- 部活応援プロジェクト しゃかりき（テレビ神奈川、2013年10月 - 2020年9月）MC
- ごぶごぶ（毎日放送）
- ケンゴローサーカス団（毎日放送）- 不定期出演
- アッコにおまかせ!（TBSテレビ）- 準レギュラー

### テレビドラマ
- マンハッタンラブストーリー（TBS、2003年10月9日-12月18日） - 藤原 プロデューサー伴 役 - 井本 ディレクター釈 役
- あなたの人生お運びします（TBSテレビ、2003年）
- みこん六姉妹（CBCテレビ、2006年） - 藤原 鷲尾 役 - 井本 マネージャー  役
- 夢の見つけ方教えたる!2（2010年、フジテレビ） - 藤原 塾講師 役 - 井本 警官 役

### CM
- ガリバー（北海道限定）
- GEORGIA エメマンバトル「プレゼント準備中編」
- docomo スマートフォン関西限定CMに出演

### webドラマ
- トンズラファイブ（2009年10月からmyzoにて配信　監督・山岸謙太郎） - 藤原 ササモト 役 - 井本 ササモトの相棒 役

### インターネット
- よしもとオンライン “LICENCE vol. BLOG”（よしもと劇場、2009年6月 - 2011年1月）

2008年12月 - 2009年5月は LICENCE vol.ONLINEとして毎週金曜日の同時刻に生配信されていた
- おしゃべりやってまーす（第1放送、月曜）（k'z station、2003年10月 - ）
- よしログ（GYAO!、2011年1月 - ）月1レギュラー 2011年1月 - 3月まではyahoo!バラエティで放送していた。
- 体験!芸ーム人（みんなのニンテンドーチャンネル）
- webマガジン Magalry（マガリー）ライセンスの125．0トーク（Magalry（マガリー）ライセンスの125．0トーク、毎週水曜日）
- 芸人同棲（テレ朝動画、毎週火曜MCレギュラー、2013年1月 - 2017年3月）

### ラジオ
- ジャンプ魂○○ラジオ（S-cast.net）1か月に1回程度
- どぎも（CBCラジオ、1999年 - 2000年）
- ゴチャ・まぜっ!火曜日（MBSラジオ、2006年10月 - 2009年4月）火曜日準レギュラー

### モバイルラジオ
- LICENCE vol. Tweet（ケータイよしもと）

## PV
- YU-A「見守っていたい」- 藤原 小説家 役 - 井本 通行人 役
- 槇原敬之「LUNCH TIME WARS」- 社員 役

## 映画
- 明日があるさ THE MOVIE（2002年、岩本仁志監督）エキストラ
- ジョゼと虎と魚たち（2003年、犬童一心監督）
- デスノート the Last name（2006年、金子修介監督）さくらTV祭りのスタッフ役
- NMB48 げいにん!THE MOVIE リターンズ 卒業!お笑い青春ガールズ!!新たなる旅立ち（2014年、内田秀実監督）
- ホラーの天使（2016年） - 藤原のみ[15]

## 劇場
- ルミネtheよしもと
- ヨシモト∞ホール
- よしもと浅草花月
- 品川よしもとプリンスシアター
- なんばグランド花月
- 祇園花月
- 京橋花月
- baseよしもと

- 1999年10月28日 単独ライブ

【ひらひらパンタロン】
- 1999年12月16日 単独ライブ

【ふわふわポンチョ】
- 幕張メッセ (LIVE STAND 07 - 10)
- インテックス大阪 (LIVE STAND 08 OSAKA、LIVE STAND 10 OSAKA)
- Zepp (LICENSE vol.Zepp ENJOY!!、08は仙台以外の5都市、09-10は全6都市、12は全5都市)
- シアターブラッツ
- シアターサンモール
- 紀伊国屋サザンシアター（LICENSE vol.7）
- 東京国際フォーラム（YOSHIMOTO WONDER CAMP）
- 東京エレクトロンホール宮城（LICENSE vol.Sendai ENJOY!!）

## DVD
- ライセンス（2003年、コントライブ、YOSHIMOTO WORKS）12月25日発売
- マンハッタン・ラブストーリー DVD-BOX（2004年、ジェネオン エンタテインメント）3月12日発売
- 新宿南口連続殺人事件（2006年、吉本興業×テレビ東京「ぷっちNUKI」プレゼンツ、YOSHIMOTO WORKS）3月29日発売
- M-1グランプリ 2006完全版 史上初!新たな伝説の誕生〜完全優勝への道〜（2007年、吉本興業×朝日放送、YOSHIMOTO WORKS）3月30日
- 本番で〜す!第三幕（2008年、YOSHIMOTO R and C）3月27日発売
- LICENSE vol.ZEPP ENJOY!!（2008年、vol.ZEPP ENJOYの5公演から東京公演を収録、YOSHIMOTO WORKS）12月10日発売
- キングオブコント 2008（2009年、特典DISC-2 準決勝、YOSHIMOTO R and C）2月18日発売
- ライセンスの∞無限大(2009年、トークライブ、YOSHIMOTO R and C)　6月24日発売
- LICENSE vol.7（2009年、コントライブ、YOSHIMOTO WORKS）9月30日発売
- ライセンスの∞無限大2（2010年、トークライブ、YOSHIMOTO R and C）2月10日発売
- LICENSE vol. TALK（2010年、トークライブ、YOSHIMOTO R and C）10月27日発売
- LICENSE vol. ZEPP ENJOY!! 〜grow up 2009〜（2009年、YOSHIMOTO WORKS）12月23日発売
- LICENSE vol.ZEPP ENJOY!! 〜the energy 2010〜（2011年、YOSHIMOTO WORKS）1月26日発売
- 2 Girls/YU-A (2011年、初回限定盤付属ミュージックビデオDVDに出演、YOSHIMOTO R and C)　2月2日発売
- LICENSE vol. TALK SHINAGAWA（2011年、トークライブ、YOSHIMOTO R and C）7月13日発売
- 犬とあなたの物語 いぬのえいが（2011年、TCエンタテインメント）8月3日発売
- ジャングルポケットDVD「JUNGLE BEST POCKET」(2011年、ゲスト出演、YOSHIMOTO R and C)9月7日発売
- よしログ(2011年、YOSHIMOTO R and C)9月26日発売
- YOSHIMOTO WONDER CAMP TOKYO〜Laugh&Peace 2011〜(2011年、YOSHIMOTO R and C)11月16日発売
- ブラマヨとゆかいな仲間たちアツアツっ! Vol.3(2012年、購入特典映像、YOSHIMOTO R and C)4月28日発売
- LICENSE vol.8(2012年、コントライブ、YOSHIMOTO R and C)8月4日発売
- LICENSE vol. TALK SHINAGAWA2（2012年、トークライブ、YOSHIMOTO R and C）10月24日発売
- LICENSE vol. ZEPP ENJOY!!〜FINAL〜（2013年、YOSHIMOTO R and C）1月9日発売
- LICENSE vol.TALK ∞ 01（2013年、トークライブ、YOSHIMOTO R and C）7月3日発売
- LICENSE vol.TALK ∞ 02（2014年、トークライブ、YOSHIMOTO R and C）1月29日発売
- LICENSE vol.TALK ∞ 03（2014年、トークライブ、YOSHIMOTO R and C）7月23日発売
- LICENSE vol.TALK ∞ 04（2015年、トークライブ、YOSHIMOTO R and C）2月4日発売
- LICENSE vol.TALK ∞ 05（2015年、トークライブ、YOSHIMOTO R and C）8月26日発売
- LICENSE vol.TALK ∞ 06（2016年、トークライブ、YOSHIMOTO R and C）3月23日発売
- LICENSE vol.TALK ∞ 07（2017年、トークライブ、YOSHIMOTO R and C）8月2日発売
- LICENSE vol.TALK♾️TALK（2020年12月23日）

## 書籍
- ライセンスの9年本 （2009年、ヨシモトブックス）10月30日発売
- ライセンスの9年写真 （2009年、ヨシモトブックス）12月9日発売
- あるいはブログ本という名のトーク本 （2010年、ヨシモトブックス）12月24日発売
- 芸人恋写 geinin ren-sha （2011年、井本は撮り下し、ヨシモトブックス）8月17日発売
- 遺産ゲーム（2017年、著者藤原一裕、株式会社KADOKAWA） 9月15日初版発行

## グッズ
- ライセンスステッカー（よしもとテレビ通り、よしもとネットショップにて販売）
- ライセンスmini大福もち（よしもとテレビ通り、よしもとネットショップにて販売）
- 男前BOXティッシュ（よしもとテレビ通り、よしもとネットショップにて販売）
- よしもと芸人つっこみボタン（よしもとテレビ通り、よしもとネットショップにて販売）
- パンフレット（LICENSE vol.ZEPP ENJOY!!にて販売）
- パスケース（LICENSE vol.ZEPP ENJOY!!にて販売）
- マフラータオル（LICENSE vol.ZEPP ENJOY!!にて販売）
- エコバッグ（LICENSE vol.ZEPP ENJOY!!にて販売）
- Tシャツ（LICENSE vol.ZEPP ENJOY!!にて販売)
- よしもと男前芸人うちわ2009（LIVE STAND 09にて販売）
- よしもと芸人リアルお面（LIVE STAND 09にて販売）
- よしもと男前芸人連結ストラップ（LIVE STAND 09にて販売）
- よしもと男前芸人クリアファイル（LIVE STAND 09にて販売）
- よしもと男前芸人レジャーシート（LIVE STAND 09にて販売）
- ライセンスラバーストラップ（よしもとネットショップにて販売）
- 辛口芸人カレー
- ライセンス2010年カレンダー
- 吉本男前芸人2010年カレンダー
- チェンジング下敷き
- ライセンスフロートペン
- ライセンス3D ノート
- ライセンスリバーシブルストラップ
- よしもと男前芸人うちわ2010
- パンフレット (LICENSE vol.ZEPP ENJOY!! 〜the energy 2010〜にて販売)
- ポロシャツ (LICENSE vol.ZEPP ENJOY!! 〜the energy 2010〜にて販売)
- Tシャツ グリーン&オレンジ2種 (LICENSE vol.ZEPP ENJOY!! 〜the energy 2010〜にて販売)
- 地域限定デザインTシャツ (LICENSE vol.ZEPP ENJOY!! 〜the energy 2010〜にて販売)
- クリアファイル5枚セット (LICENSE vol.ZEPP ENJOY!! 〜the energy 2010〜にて販売)
- カラビナ2種セット (LICENSE vol.ZEPP ENJOY!! 〜the energy 2010〜にて販売)
- シリコンバンド (LICENSE vol.ZEPP ENJOY!! 〜the energy 2010〜にて販売)
- ミラー (LICENSE vol.ZEPP ENJOY!! 〜the energy 2010〜にて販売)
- ポーチ (LICENSE vol.ZEPP ENJOY!! 〜the energy 2010〜にて販売)
- バスタオル (LICENSE vol.ZEPP ENJOY!! 〜the energy 2010〜にて販売)
- マフラータオル グリーン&オレンジ2種 (LICENSE vol.ZEPP ENJOY!! 〜the energy 2010〜にて販売)
- お年玉付きよしもと年賀状2011
- お笑い男子校　公式缶バッジ
- お笑い男子校　公式クリアファイル
- お笑い男子校　公式シュシュ
- LICENSE BE@RBRICK (数量限定発売)
- 人型オリジナルポストカード
- 貼って剥がせるクリアブックマーク「スティッピー」
- ツアーTシャツ 福岡、名古屋、なんば、札幌、東京の5種 (LICENSE vol.ZEPP ENJOY!! 〜FINAL〜にて販売)
- ストラップ 2種セット (LICENSE vol.ZEPP ENJOY!! 〜FINAL〜にて販売)
- ハンドタオル (LICENSE vol.ZEPP ENJOY!! 〜FINAL〜にて販売)
- マフラータオル (LICENSE vol.ZEPP ENJOY!! 〜FINAL〜にて販売)
- ミニトート (LICENSE vol.ZEPP ENJOY!! 〜FINAL〜にて販売)
- フォトフレーム (LICENSE vol.ZEPP ENJOY!! 〜FINAL〜にて販売)
- パンフレット (LICENSE vol.ZEPP ENJOY!! 〜FINAL〜、LICENSE vol.Sendai ENJOY!!にて販売)
- よしもと芸人 ドレスステッカー